# Занино (Московская область)
Занино — деревня в Волоколамском районе Московской области России в составе сельского поселения Теряевское, до муниципальной реформы 2006 года относилась к Шестаковскому сельскому округу. Население — 0 чел. (2010).

## География
Деревня Занино расположена в 2,5 км от автодороги Р107 Клин — Лотошино, примерно в 24 км к северо-востоку от города Волоколамска, на правом берегу реки Локнаш (бассейн Иваньковского водохранилища). На территории зарегистрировано два садовых товарищества. Ближайшие населённые пункты — село Шестаково, деревни Березниково и Высочково.

## Население
| 1852 | 1859 | 1890 | 1899 | 1926 | 2002 |
| ---- | ---- | ---- | ---- | ---- | ---- |
| 110  | →110 | ↗155 | ↘102 | ↗135 | ↘3   |
| 2006 | 2010 |      |      |      |      |
| ↘0   | →0   |      |      |      |      |

## История
В «Списке населённых мест» 1862 года Занина — казённая деревня 1-го стана Клинского уезда Московской губернии по левую сторону Волоколамского тракта, в 32 верстах от уездного города, при колодце, с 17 дворами и 110 жителями (55 мужчин, 55 женщин).
По данным на 1890 год входила в состав Калеевской волости Клинского уезда, число душ составляло 155 человек.
В 1913 году — 19 дворов.
В 1917 году Калеевская волость была передана в Волоколамский уезд.
По материалам Всесоюзной переписи населения 1926 года — деревня Шестаковского сельсовета Калеевской волости Волоколамского уезда, проживало 135 жителей (52 мужчины, 83 женщины), насчитывалось 23 крестьянских хозяйства.
С 1929 года — населённый пункт в составе Волоколамского района Московской области.